# Aeschynite-(Nd)
L'aeschynite-(Nd) è un minerale appartenente al gruppo dell'aeschynite.